# ライズ (ハーブ・アルパートの曲)
「ライズ」（Rise）は、ハーブ・アルパートの曲。1979年7月にリリースされ、全米チャート1位を獲得（2週連続）。
アルパートは、「ディス・ガイ」(1968年) と本曲により、ボーカル曲とインストルメンタル曲の両方でBillboard Hot 100で1位を獲得した唯一のアーティストである。

## 概要
ランディ・“バダズ”・アルパートは、A&MレコードのA&R担当からの依頼を受け、叔父にあたるハーブ・アルパートにティファナ・ブラス時代のヒット曲をディスコ・スタイルで再録音することを提案した。アルパートは過去の自分の曲のリメイクに抵抗したが、A&Mレコードが3M社の32トラックのデジタルレコーダーを実験用に貸りていたこともあり、アルパートはランディと共にスタジオに入り、そのアイデアを試すことに同意した（アルパートはA&Mレコードの創始者で、会長職を務めていた）。1962年のヒット曲「悲しき闘牛 (The Lonely Bull)」のディスコ・バージョンを演奏するが、10分後、アルパートはこのプロジェクトがうまくいかないことを悟り、中止を宣言した。「とにかくひどいサウンドだった。もう関わりたくなかった」と、アルパートは後に語っている。
参加していたミュージシャンとはあと3回のセッションの予定が入っていたので、アルパートはランディに別の曲を試してみるよう勧めた。ランディは友人のアンディ・アーマーと共作した曲のテープをアルパートに渡すと、アルパートはすぐに「ライズ」という曲を気に入った。これもダンスソングだったが、アルパートは当初の128bpmから100bpm程度にスピードを落とし、「夜の終わりに人々が踊り、ハグし合えるように」しようと考えた。3テイク目を録り終えると、アルパートはランディに寄り添って「これはナンバーワン・レコードになるよ」と伝えた。
「ライズ」は1979年7月28日にBillboard Hot 100で初登場83位となり、最初の3週間はゆっくりとチャートを上昇した。その後、ABCの昼間の人気メロドラマ『ジェネラル・ホスピタル』のレイプシーンのBGMに使用されたことが本曲の知名度をさらに高めて、10月20日週には遂にチャート1位を獲得した。
イギリスでは、クラブDJがこの曲の米国12インチ盤が33回転で録音されていることに気づかず、誤って45回転で再生してしまうが、そのスピードアップ・バージョンがヒットした。
1997年、ノトーリアス・B.I.G.が本曲をサンプリングした「ヒプノタイズ（Hypnotize）」が全米チャート1位を獲得した。